# 阿斯托里亞 (伊利諾伊州)
阿斯托里亞（英語：Astoria）是一個位於美國伊利諾伊州富爾頓縣的城鎮。

## 地理
阿斯托里亞的座標為40°13′39″N 90°21′28″W / 40.22750°N 90.35778°W，而該地的平均海拔高度為216米（即709英尺）。

## 人口
根據2010年美國人口普查的數據，阿斯托里亞的面積為1.52平方千米，當中陸地面積為1.52平方千米，而水域面積為0.00平方千米。當地共有人口1141人，而人口密度為每平方千米751人。